# جری پاریس
جری پاریس (انگلیسی: Jerry Paris؛ ۲۵ ژوئیهٔ ۱۹۲۵ – ۳۱ مارس ۱۹۸۶) یک هنرپیشه، و کارگردان اهل ایالات متحده آمریکا بود.
از فیلم‌ها یا برنامه‌های تلویزیونی که وی در آن نقش داشته است می‌توان به مارتی و دانشکده پلیس ۲ اشاره کرد.